# ETNOMON
ETNOMON - Proiectul evidenței monumentelor etnografice din Muzeele în Aer Liber din România își propune să ilustreze exhaustiv circa 1500 de monumente de arhitectura populară prezervate în prezent, în muzeele din România sau "in situ", aflate în îngrijirea unor muzee de etnografie sau a autorităților locale (de exemplu, Gospodăria țărănească de la Enisala, aparținând Institutului de Cercetări Eco - Muzeale din Tulcea).
Fișele au fost elaborate de cercetătorii și muzeografii din muzeele în aer liber din România, în perioada 1999 - 2002.
Baza de date este realizată pe categoriile de monumente așa cum se află ele amplasate în muzeele în aer liber: ANSAMBLURI, CONSTRUCȚII (de sine stătătoare) și INSTALAȚII. Fiecare dintre aceste categorii au câmpuri proprii necesare descrierii monumentului (specifice construcției sau mecanismului de instalație) dar și câmpuri comune necesare identificării monumentului respectiv. Aceasta cuprinde de asemenea varietatea stilurilor arhitectonice reprezentate în muzeele în aer liber, prin construcțiile din diferite zone etnografice, varietatea instalațiilor tehnice care însumează aproape toate ocupațiile și meșteșugurile practicate pe întreg teritoriul României (mori de apă și de vânt, șteampuri aurifere, oloinițe, vâltori, stâne sau sălașuri temporare de oier, teascuri de stors strugurii, ateliere de fierărie, de olărie, rotărit, glăjării, ateliere de cojocari, țesători, etc) și construcții sociale din satele noastre: școli, primării, biserici.
Din punct de vedere al materialelor folosite de arhitectura populară românească, fișele sunt proiectate să consemneze aceste informații pentru fiecare element de construcție în parte. Scopul acestei bogate documentări este ca cercetătorii să poată avea la dispoziție date detaliate sau statistice despre predominanța unui material sau a unei tehnici pe un anume teritoriu sau din contră apariția unui material sau a unei tehnici speciale într-un areal dat, construcțiile adaptându-se în general zonelor geografice și materiei prime accesibile.
Un aspect important al alegerii construcțiilor care au fost transferate în muzee a fost cel al decorațiilor prezente. Așa se face că cele mai multe din monumentele prezentate de noi sunt exemplare cu decorație bogată chiar și la construcțiile utilitare (grajduri, porți, etc.), pentru că o caracteristică a arhitecturii sătești, indiferent de zonă, a fost și este esteticul. Baza de date va pute oferi informații despre predominanța unui anume motiv pe un areal cercetat.
În sfârșit, și nu în ultimul rând, trebuie să spunem că muzeele cuprind monumente ale etniilor de pe pământul României: maghiari, secui, lipoveni, sași, lipoveni, ucrainieni, turci, tătari, etc.
Scopul evidenței exhaustive a monumentelor deținute de muzeele în aer liber este editarea unui catalog tipărit și prezentarea lui în forma specifică unei pagini Web care are deja un număr important de monumente.
Arhitectura reprezentată de această bază de date se întinde, ca datare, de la cea mai veche construcție monocelulară păstrată într-un muzeu - Casa Zăpodeni din Muzeul Satului: 1760 - până la construcții de sfârșit de secol XVII, secolul al XIX-lea sau început de secol XX. Multe din aceste construcții au inscripții care atestă datarea sau numele meșterilor și al proprietarilor , sau alte evenimente considerate de comunitatea satului ca foarte importante și deci demne de a fi consemnate (cum ar fi inscripțiile despre invaziile de lăcuste care au avut loc, sau invazii de barbari, sau foc sau viituri care au distrus o parte din construcțiile satului). Desigur aceste consemnări erau scrise de obicei pe construcțiile comunitare.